# Bremer Demokratische Volkspartei
El Bremer Demokratische Volkspartei (BDV) que traducido significa Partido Democrático Popular de Bremen fue un partido político de finales de la posguerra en el estado alemán de Bremen. Este se fundó el 1945 y se unió al FDP en 1951. Contó con representación en el Bürgerschaft de Bremen y formó parte del gobierno estatal junto al Partido Socialdemócrata y el Partido Comunista entre 1946 y 1951.

## Resultados electorales
- 1946: 18.3%, 12 escaños
- 1947: 14.0%, 15 escaños